# العلاقات المالطية النيبالية
العلاقات المالطية النيبالية هي العلاقات الثنائية التي تجمع بين مالطا ونيبال.

## مقارنة بين البلدين
هذه مقارنة عامة ومرجعية للدولتين:
| وجه المقارنة                                              | مالطا                                                     | نيبال                             |
| --------------------------------------------------------- | --------------------------------------------------------- | --------------------------------- |
| المساحة (كم2)                                             | 316                                                       | 147.18 ألف                        |
| عدد السكان (نسمة)                                         | 465.29 ألف                                                | 29.40 مليون                       |
| الكثافة السكانية (ن./كم²)                                 | 147.24 ألف                                                | 199.76                            |
| العاصمة                                                   | فاليتا                                                    | كاتماندو                          |
| اللغة الرسمية                                             | اللغة المالطية، لغة إنجليزية                              | اللغة النيبالية                   |
| العملة                                                    | يورو، ليرة مالطية                                         | روبية نيبالية                     |
| الناتج المحلي الإجمالي (بليون دولار)                      | 12.54 مليار                                               | 24.47 مليار                       |
| الناتج المحلي الإجمالي (تعادل القوة الشرائية) بليون دولار | 14.68 مليار                                               | 70.20 مليار                       |
| الناتج المحلي الإجمالي الاسمي للفرد دولار أمريكي          | 22.60 ألف                                                 | 743                               |
| الناتج المحلي الإجمالي للفرد دولار أمريكي                 |                                                           | 2.37 ألف                          |
| مؤشر التنمية البشرية                                      | 0.839                                                     | 0.548                             |
| رمز المكالمات الدولي                                      | +356                                                      | +977                              |
| رمز الإنترنت                                              | .mt                                                       | .np                               |
| المنطقة الزمنية                                           | توقيت وسط أوروبا، ت ع م+01:00، ت ع م+02:00، أوروبا/مالطا ‏ | UTC+05:45، التوقيت الموحد لنيبال ‏ |

## منظمات دولية مشتركة
يشترك البلدان في عضوية مجموعة من المنظمات الدولية، منها:
| علم المنظمة | اسم المنظمة                               | تاريخ انضمام مالطا | تاريخ انضمام نيبال |
| ----------- | ----------------------------------------- | ------------------ | ------------------ |
|             | يونسكو                                    | 10 فبراير 1965     | 1 مايو 1953        |
|             | مؤسسة التمويل الدولية                     | 1 يونيو 2005       | 7 يناير 1966       |
|             | منظمة حظر الأسلحة الكيميائية              | ?                  | ?                  |
|             | الأمم المتحدة                             | 1 ديسمبر 1964      | 14 ديسمبر 1955     |
|             | منظمة الشرطة الجنائية الدولية             | ?                  | ?                  |
|             | البنك الدولي للإنشاء والتعمير             | 26 سبتمبر 1983     | 6 سبتمبر 1961      |
|             | الاتحاد البريدي العالمي                   | ?                  | ?                  |
|             | المركز الدولي لتسوية المنازعات الاستشارية | 3 ديسمبر 2003      | 6 فبراير 1969      |
|             | وكالة ضمان الاستثمار متعدد الأطراف        | 12 سبتمبر 1990     | 9 فبراير 1994      |
|             | منظمة التجارة العالمية                    | ?                  | ?                  |
|             | الفريق المعني برصد الأرض                  | ?                  | ?                  |

## وصلات خارجية
- موقع وزارة الخارجية المالطية
- موقع وزارة الخارجية النيبالية